# 아셰트
아셰트 리브르(프랑스어: Hachette Livre→아셰트 출판)는 프랑스의 출판사로, 1826년 루이 아셰트에 의해 설립되었다. 1996년, 아이티에에 합병되었다.